# Elżbieta Eufemia Wiśniowiecka
Elżbieta "Halszka" Eufemia z Wiśniowieckich Radziwiłłowa (ur. 1569 w Derewnie; zm. 9 listopada 1596 w Białej Podlaskiej) – szlachcianka.
Pierworodna córka Andrzeja Iwanowicza Korybut Wiśniowieckiego, wojewody wołyńskiego i Eufemii z Wierzbickich. Była siostrą Anny, Zofii Anny, Izabelli Aleksandry, Konstantego i Dymitra.
Wyznawała kalwinizm. W 1584 roku została żoną Mikołaja Krzysztofa Radziwiłła zwanego Sierotką, wojewody wileńskiego. Dwa lata po zawarciu małżeństwa, po usilnych staraniach męża, wraz ze swoją matką oraz bratem Konstantym dokonała konwersji na katolicyzm, z rąk jezuity Alberta Mrostkowskiego. Aktywnie uczestniczyła w krzewieniu wiary katolickiej, nie tylko w dobrach radziwiłłowskich, lecz także w rodzinnej majętności Derewno na Wołyniu, która przypadła jej w spadku po śmierci matki. Przebudowała oraz rozbudowała kościół w Derewnie ze zboru kalwińskiego oraz była, wraz z mężem, współfundatorką kościoła benedyktynek pw. św. Eufemii z klasztorem w Nieświeżu.
Mikołaj Krzysztof i Elżbieta Eufemia mieli razem trzy córki oraz sześciu synów:
- Elżbietę (1585-1618)
- Jana Jerzego (1588-1621)
- Albrychta Władysława (1589-1636)
- Mikołaja (1589)
- Krzysztofa Mikołaja (1590-1607)
- Zygmunta Karola (1591-1642)
- Katarzynę (1593-1600)
- Krystynę (1593-1599)
- Aleksandra Ludwika (1594-1654)

Zmarła 9 listopada 1596 roku w wieku 27 lat. Została pochowana w kościele Bożego Ciała w Nieświeżu w krypcie Radziwiłłów. Po jej śmierci, Mikołaj Krzysztof Radziwiłł podjął decyzję o pozostaniu przez resztę życia w stanie wdowim.